# Adolph Malan
 (février 2016).
Adolph Gysbert Malan, né le 3 octobre 1910 à Wellington, province du Cap en Union sud-africaine et mort le 17 septembre 1963, plus connu sous le nom de Sailor Malan, est un pilote de combat sud-africain de la RAF durant la Seconde Guerre mondiale qui participa notamment à la bataille d'Angleterre. Sous son commandement, l'escadron no 74 devint l'une des meilleures unités de la RAF. Malan remporta une trentaine de victoires en combat aérien dont 27 homologuées, 7 en collaboration, 3 non confirmée et 3 probables.
À son retour en Afrique du Sud, il s'impliqua au sein des Torch commando contre la politique d'apartheid.

## Origines
Fils de Willem et Evelyn Malan, Adolph Gysbert Malan est né à Wellington dans la province du Cap. Descendants de Huguenots français, la branche familiale des Malan dont est issue Adolph Malan est loyale à la Couronne britannique au contraire de nombreux autres Malan d'Afrique du Sud, très impliqués dans la promotion du particularisme et du nationalisme afrikaner.

## Carrière dans la marine marchande

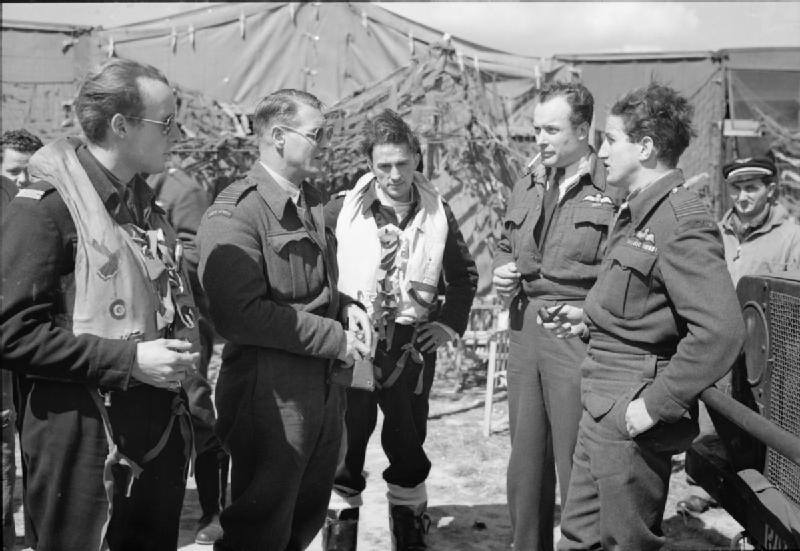
Malan et des officiers de la RAF le D Day

À l'âge de quatorze ans, Adolph Malan est cadet sur le général Botha, un navire de l'école de formation maritime, un établissement, à l'enseignement spartiate où il est inscrit.
Il entame sa carrière dans la marine marchande où il gagne son surnom de Sailor Malan et s'engage sur la Union-Castle Line de la International Mercantile Marine Co.. Son métier l'amène régulièrement dans les ports de Hambourg et de Kiel où il côtoie les marins allemands et assiste à l'avènement du troisième Reich.

## Carrière militaire
Convaincu très tôt de l'imminence d'une nouvelle guerre en Europe, il s'engage dans la RAF en 1935 et, rapidement promu, est affecté à l'escadron 74.
La Seconde Guerre mondiale ne commence pas sous les meilleures auspices pour lui : le 6 septembre 1939, trois jours après la déclaration de guerre, les radars de la Chain Home détectent des avions en approche. La Royal Air Force s'attend à une attaque de bombardiers allemands, et quatre escadrilles décollent : les Hurricane du Squadron 56 de North Weald, les Spitfire des Squadrons 54, 65 et 74 de Hornchurch. Malan commande le Flight A du Squadron 74. Deux appareils sont repérés par Malan, qui donne l'ordre d'attaquer. C'est une tragique méprise. C'étaient deux Hurricane du Squadron 56. Un des pilotes est tué sur le coup, l'autre parvient à sauter en parachute. Le premier combat aérien de la RAF dans la guerre entre dans les livres d'histoire sous le nom de « Bataille de Barking Creek ». Malan et ses pilotes passent en cour martiale. Finalement les accusations sont abandonnées, cet accident étant surtout révélateur de la confusion qui régnait dans des unités sans aucune expérience du combat. Seul, le commandant du Squadron 56 fut cassé pour ne pas avoir conduit convenablement son unité.
En tant que chef d'escadrille, il participe à la fin de la Campagne de France et à la bataille d'Angleterre, volant de victoires en victoires contre les pilotes de la Luftwaffe. En août, Malan prend le commandement de tout l'escadron 74. Durant son temps de repos, il élabore un ensemble de règles simples pour les pilotes de chasse qui sera produit et distribué par le Fighter Command pour être cloué au mur de la plupart des bases aériennes.
Durant l'automne, à bord de ses Spitfire, Malan se distingue en remportant un grand nombre de victoires lors de ses combats aériens. La liste s'allonge encore en 1941, permettant à Malan de doubler notamment son score en l'espace de 3 mois avec 34 victoires dont 27 individuelles et à la mi-août 1941, est nommé chef Instructeur.
En octobre 1941, Malan est envoyé aux États-Unis avec 5 autres pilotes afin d'étoffer et de faire partager son expérience au sein de l'USAAC. Il est de retour en Grande-Bretagne en décembre 1941 et en octobre 1942 est promu capitaine. Il est le commandement de la base de Biggin Hill de janvier à octobre 1943. Il prend alors la tête de diverses unités chargés de  préparer le débarquement de Normandie. En mars 1944, il prend la tête des unités de chasse regroupant les forces françaises libres et reste à la tête de cette escadre jusqu'à l'été 1944.
Après plusieurs autres commandements, il quitte la RAF en 1946, ne souhaitant pas faire continuer à faire une carrière militaire en temps de paix, et revient en Afrique du Sud où il se consacre à l'élevage dans le nord de la province du Cap et travaille pour les compagnies minières de diamants.

## Engagement politique
Admirateur de Jan Smuts, il est accablé par la victoire électorale du Parti national en juin 1948. Hostile à la politique d'apartheid qui commence à être mise en place par le gouvernement Malan, il s'implique réellement quand celui-ci essaye de retirer les coloureds des listes électorales communes de la province du Cap. Il participe avec Louis Kane-Berman à la création du Torch commando (commando de la flamme), une organisation issue de la volonté conjointe de la Springbok Legion et de l'association des anciens combattants pour organiser des manifestations contre le gouvernement. Durant 5 ans, le commando de la flamme mène campagne contre le gouvernement et atteint, à son apogée, près de 250 000 membres. Lors de l'un de ses plus grandes manifestations, devant la mairie de Johannesburg, Malan prononce un discours public dans lequel il fait référence aux idéaux pour lesquels il a combattu durant la Seconde Guerre mondiale. Mais connaissant des problèmes de santé, Malan doit progressivement se retirer de la vie publique. Atteint de la maladie de Parkinson, il se rend en Grande-Bretagne une dernière fois en 1959.
Il meurt le 17 septembre 1963 à l'âge de 53 ans.

## Les 10 règles du combat aérien par Sailor Malan
- Attendre de voir le blanc des yeux de votre adversaire. Tirer de courtes rafales de 1  à   2 secondes uniquement lorsque votre viseur est calé sur l'ennemi.
- Lorsque vous tirez, ne pensez à rien d'autre. Contractez tout votre corps avec les 2 mains sur le manche et concentrez votre attention sur le viseur.
- Gardez en permanence un œil en alerte et le doigt sur la gâchette.
- L'altitude vous permettra de prendre l'initiative.
- Tourner en permanence et faite toujours face à l'attaquant.
- Prenez vos décisions rapidement. Il vaut mieux agir rapidement même si votre sens tactique n'est pas votre meilleur atout.
- Ne volez jamais droit et à la même altitude plus de 30 secondes au cours d'un combat aérien.
- Lorsque vous plongez en piqué pour attaquer, conservez toujours une partie de votre formation en arrière pour vous protéger.
- Initiative, agressivité, discipline, et travail en équipe sont des mots qui ont un réel sens en combat aérien.
- Attaquez rapidement - faites feu de toutes vos armes et dégager aussi rapidement que possible.

## Sailor Malan au cinéma
- En 1969, dans le film La Bataille d'Angleterre, le personnage de chef d'escadrille, tenu par l'acteur britannique Robert Shaw, est directement inspiré de Sailor Malan.

## Vie privée
Sailor Malan était marié et père de deux enfants.

## Distinctions
- Distinguished Service Order
- Distinguished Flying Cross
- Croix de guerre belge 1940-1945
- Croix de guerre tchécoslovaque 1939-1945
- Croix de guerre 1939-1945
- Officier de la Légion d'honneur